# Козьминых-Ланин, Иван Михайлович
Иван Михайлович Козьминых-Ланин (1874—1959) — русский советский инженер-механик и статистик, профессор. Автор романсов.

## Биография
Родился в 1874 году.
В 1899 году окончил Императорское Московское техническое училище. С 1907 года был фабричным инспектором Московской губернии (3-й участок).
Работая фабричным инспектором И. М. Козьминых-Ланин собрал статистические данные о положении рабочих Владимирской и Московской  губерний, которые неоднократно привлекали внимание В. И. Ленина: в августе 1912 года написал две рецензии — «Рабочий день на фабриках Московской губернии» («Правда») и «Рабочий день и рабочий год в Московской губернии» («Невская Звезда») в связи с выходом книги Козьминых-Ланина «Рабочий день и рабочий год в Московской губернии». Статистические данные, собранные Козьминых-Ланиным, Ленин использовал в статье «Язык цифр», опубликованной в сентябре 1913 года в московской газете «Наш Путь».
Преподавал в московских вузах. С 1916 года в Московском коммерческом институте, а с 1923 года — профессор Московского института народного хозяйства (МИНХ) имени Карла Маркса. Также с 20 декабря 1920 года он читал на механическом факультете МВТУ общеобязательный курс «Основы технического надзора»; в 1929 году он претендовал на должность сверхштатного доцента по этому предмету, но центральная комиссия МВТУ по перевыборам профессорско-преподавательского состава утвердила кандидатуру П. И. Синева.
С 1911 года был членом Московского отделения Императорского русского технического общества. Написал ряд романсов.
Умер в 1959 году. Похоронен в Москве на Введенском кладбище (4-й участок).
Публикации И. М. Козьмина-Ланина:
- Врачебная помощь фабрично-заводским рабочим в уездах Московской губернии. — Москва: Т-во «Печатня С. П. Яковлева», 1912. — XXXIV, 69 с.
- Врачебная помощь фабрично-заводским рабочим г. Москвы. — Москва: Кружок технологов Моск. р-на, 1912. — XIV, 31 с.
- К вопросу о грамотности и экономических условиях труда на суконных и бумаготкацких фабриках Московской губернии. — Москва: Типо-лит. т-ва И. Н. Кушнерев и К°, 1912. — 15 с.
- Механическое ткачество в Московской губернии : Обработка хлопка. Распределение и заработки рабочих - по полу, возрасту, грамотности и числу станков. — Москва: Типо-лит. т-ва И.Н. Кушнерев и К°, 1912. — 15 с.
- Рабочие Московской губернии, занятые обработкой хлопка и обработкой металлов : Распределение и заработки рабочих в связи с отд. профессиями, полом, возрастом, грамотностью и занимаемой квартирой (своя или хозяйская). — Москва: Т-во скоропеч. А. А. Левенсон, 1912. — 109 с.
- Артельное харчевание рабочих одной шелкокрутильной фабрики в Москве (Стат. очерк). — Москва: т-во скоропеч. А. А. Левенсон, 1914. — [2], 35 с.
- К вопросу об артельном харчевании фабрично-заводских рабочих Московской губернии. — Москва: Моск. губ. земство, 1914. — XII, 73 с.
- Заработки фабрично-заводских рабочих России : Вып. 1. (Июнь 1914 г. и июнь 1916 г.) — Москва: Тип. «Общественная польза», 1918. — XI, 67 с.: табл.